# Caryophyllidae
Las Caryophyllidae son una subclase de plantas, fundamentalmente herbáceas; las formas leñosas presentan estructuras caulinares anómalas o bien el crecimiento secundario es anómalo.
Los estambres, si son numerosos, son centrífugos
El polen suele ser trinucleado o más raramente binucleado.
Los primordios seminales son bitégmicos, crasinucelados y con placentación central, libre o basal.
En las semillas el endosperma es sustituido por perisperma.
La betalaínas están presentes solamente en el taxón Caryophyllales excepto Caryophyllaceae y Molluginaceae (Clement et al. 1994). En contraste, la mayoría de las demás plantas poseen pigmentos que son antocianinas (que pertenecen al grupo de los flavonoides). Las betalaínas y las antocianinas son mutuamente excluyentes, por lo que cuando se encuentran betalaínas en una planta, estarán ausentes las antocianinas, y viceversa.
La subclase comprende tres órdenes con 14 familias, unas 11 000 especies de las cuales, la mayoría pertenecen al orden Caryophyllales.
- Orden Caryophyllales (Sistema Cronquist)
  - Acatocarpáceas, familia Achatocarpaceae
  - Aizoáceas, familia Aizoaceae
  - Amarantáceas, Familia  Amaranthaceae
  - Baseláceas, familia Basellaceae
  - Cactáceas, familia Cactaceae
  - Cariofiláceas, familia Caryophyllaceae
  - Quenopodiáceas, familia Chenopodiaceae
  - Didieráceas, familia Didiereaceae
  - Nictagináceas, familia Nyctaginaceae
  - Fitolacáceas, familia Phytolaccaceae
  - Portulacáceas, familia Portulacaceae
  - Molugináceas, familia Molluginaceae

- Orden Polygonales
  - Poligonáceas, familia Polygonaceae

- Orden Plumbaginales
  - Plumbagináceas, familia Plumbaginaceae